# Pediacus depressus
Pediacus depressus är en skalbaggsart som först beskrevs av Herbst 1797.  Pediacus depressus ingår i släktet Pediacus och familjen plattbaggar. Enligt den svenska rödlistan är arten sårbar i Sverige. Arten förekommer i Götaland, Gotland, Öland, Svealand och Nedre Norrland. Artens livsmiljö är skogslandskap, jordbrukslandskap. Inga underarter finns listade i Catalogue of Life.

## Bildgalleri

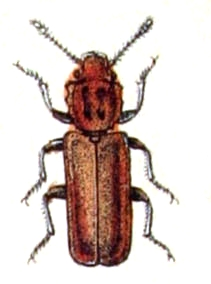
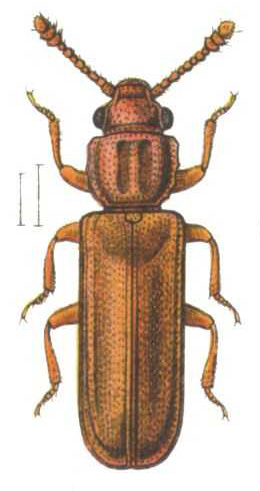